# The Number of the Beast
The Number of the Beast es el tercer álbum de estudio de la banda británica de heavy metal Iron Maiden, publicado el 22 de marzo de 1982. Este trabajo es el primero con el vocalista Bruce Dickinson y el último con el baterista Clive Burr. Ha sido considerado en diversas ocasiones como el mejor álbum de heavy metal de todos los tiempos, además de ser el primer disco del género en alcanzar el número uno en el Reino Unido.
The Number of the Beast tuvo un gran éxito entre la crítica y el público, y llegó al puesto número uno en Reino Unido y la certificación de disco de platino en Estados Unidos. Dos sencillos fueron extraídos del álbum: «The Number of the Beast» y «Run to the Hills»; este último fue el primer sencillo de la banda en alcanzar el top 10 en Reino Unido. El álbum también ha sido el más polémico debido a las canciones y sus letras alusivas a versículos bíblicos en especial en la canción homónima o «The Prisoner» en referencia a una serie de televisión británica de 1967, y que plantea el tema del control mental por parte de fuerzas coercitivas a nivel político.
Desde el lanzamiento de The Number of the Beast y su correspondiente gira, The Beast on the Road, «The Beast» (La Bestia) ha sido un nombre alternativo para Iron Maiden, y sería más tarde utilizado en los títulos de algunos recopilatorios y trabajos en directo, como por ejemplo Best of the Beast y Visions of the Beast.

## Composición y grabación
The Number of the Beast es el único álbum de Iron Maiden que incluye créditos de composición de Clive Burr, y el primero con temas escritos por Adrian Smith. Además, Steve Harris adoptó un enfoque diferente en la composición para aprovechar la voz Bruce Dickinson. El productor del álbum, Martin Birch, comentó: «Sencillamente no creo que [el anterior vocalista Paul Di'Anno] fuera capaz de cantar algunas de las líneas que Harris tenía en mente [...] cuando Bruce llegó, se abrieron un montón de posibilidades para el nuevo álbum». 
Según varias entrevistas, Dickinson estuvo muy involucrado en la composición de varias de las canciones del álbum, en particular «Children of the Damned», «The Prisoner» y «Run to the Hills». Debido a asuntos contractuales con su anterior banda, Samson, Dickinson no podía tomar parte en ninguna de las composiciones para el álbum y solo podía realizar «contribuciones morales», lo que significaba que podía influir en algunos temas, pero no realizar grandes contribuciones como para obtener créditos de composición. La grabación y la mezcla del álbum fue completada en tan solo cinco semanas.
La prensa musical contó que durante la grabación en los estudios Battery sucedieron fenómenos inexplicables, como que las luces se encendían y apagaban sin motivo aparente y el equipo de grabación se rompió misteriosamente. Estos incidentes llegaron a su clímax cuando el productor Martin Birch accidentó su coche contra un autobús lleno de monjas. La factura de la reparación de su automóvil fue de 666 libras esterlinas.

## Canciones

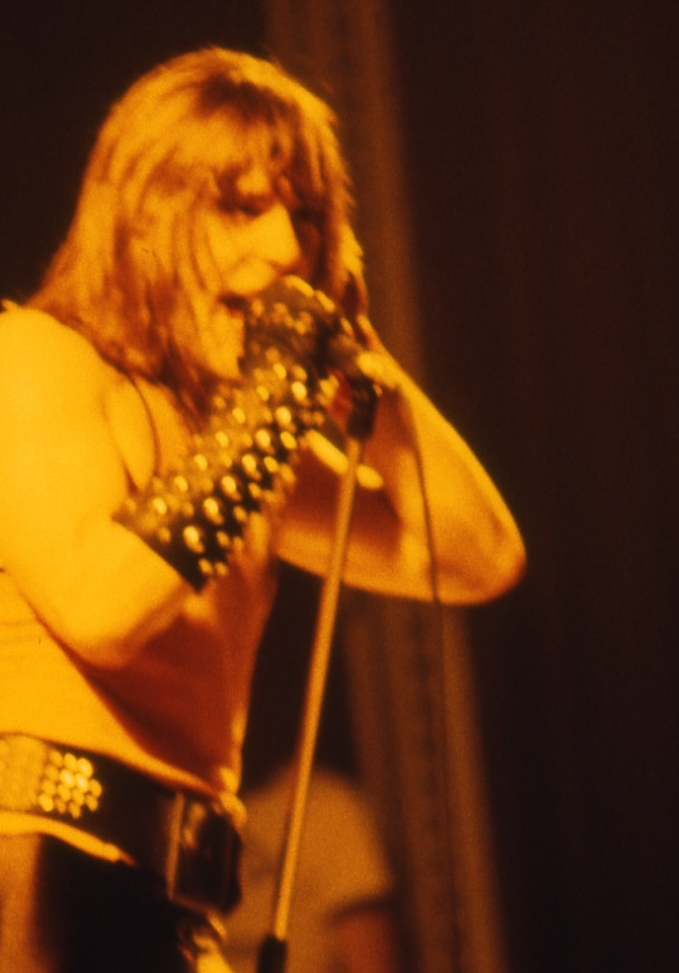
The Number of the Beast fue el primer álbum con Bruce Dickinson como vocalista. En la imagen actuando en San Sebastián, en abril de 1982.

«Run to the Hills» fue publicado como sencillo el 12 de febrero de 1982, dos semanas antes de que la banda comenzara la gira británica, con el fin de anticipar el álbum y promocionarlo, puesto que no sería lanzado hasta dos días después de realizar la gira. Editado junto a un vídeo musical, con tomas en directo y escenas de películas de Buster Keaton, el sencillo tuvo una buena acogida; como ejemplo de ello, el disco entró al primer top 10 para la banda en el UK Singles Chart. A medida que se apresuraban para completar la grabación del álbum, el grupo seleccionó rápidamente «Total Eclipse» como cara B.Decisión que fue rectificada por Steve para la edición 40 aniversario en el año 2022, en la que cambiaron Gangland por Total Eclipse.
Como la banda tenía bastante material grabado, tuvo que elegir originalmente entre la inclusión de «Total Eclipse» o «Gangland» para el sencillo «Run to the Hills», con la idea de que el otro tema fuera añadido a la lista de temas del álbum. Algunos miembros del grupo lamentaron la decisión; el bajista y fundador Steve Harris dijo al respecto: «Tomamos el camino equivocado al elegir la cara B. Creo que si “Total Eclipse” hubiera estado en el álbum en vez de “Gangland” éste hubiera sido mucho mejor». Además, Harris señaló que la pista de apertura, «Invaders», no era lo suficientemente buena y que «debería haber sido reemplazada por algo mejor, sólo que en tan poco tiempo no teníamos nada para sustituirla. Tuvimos el tiempo justo para hacer lo que hicimos y eso fue todo».
Aunque la pista que da título al álbum fue considerada por grupos religiosos estadounidenses como una evidencia de que Iron Maiden era una banda satánica, la canción fue inspirada por una pesadilla de Harris, provocada tras ver la película Damien: Omen II a altas horas de la noche. Además, el bajista declaró que las letras también fueron influenciadas por el poema Tam o' Shanter de Robert Burns. La pista comienza con una introducción basada en el libro de Revelaciones 12:12 y 13:18, de la Biblia del rey Jacobo y leída por el actor Barry Clayton. Según Dickinson, la banda pensó en Vincent Price para que grabara el pasaje, pero se decidió por Clayton debido a que Price insistía en cobrar 25000 libras esterlinas.
La canción que cierra el álbum, «Hallowed Be Thy Name», ha permanecido en todos los set-list de la banda desde su grabación, Allmusic la describe como «quizás la más célebre epopeya de la banda; es la historia de un preso a punto de ser ahorcado, y contiene algunas de las letras más filosóficas de Harris». Varios miembros de la banda han declarado que es una de sus pistas favoritas; Dickinson, por ejemplo, la describió como «fantástica» y dijo que tocarla en directo es como «narrar una película al público». Una versión en vivo del tema fue publicada como sencillo en 1993 y alcanzó el top ten en el UK Singles Chart.
«Children of the Damned» está basada en la película El pueblo de los malditos y su secuela Children of the Damned. En una entrevista para BBC Radio 6, Dickinson mencionó que «Children of the Damned» fue inspirada por la canción de Black Sabbath «Children of the Sea».
«The Prisoner» fue inspirada por la serie británica de mismo nombre, y contiene el diálogo con el que comienza el primer capítulo. El mánager de Iron Maiden, Rod Smallwood telefoneó al creador y protagonista de la serie Patrick McGoohan para pedir permiso para utilizar el diálogo; este aceptó tras conocer que sería utilizada por una banda de rock. Iron Maiden grabaría más tarde otra canción inspirada en la serie: «Back in the Village» incluida en Powerslave.
«22 Acacia Avenue» fue escrita por el guitarrista Adrian Smith varios años antes, cuando era miembro de la banda Urchin. Según Smith, Steve Harris recordó haber escuchado este tema en un concierto de Urchin y la modificó para incluirla en The Number of the Beast.

## Recepción
| Fuente       | Calificación |
| ------------ | ------------ |
| Allmusic     | [ 1 ]        |
| Amazon       | [ 18 ]       |
| BBC Music    | (Favorable)  |
| Sputnikmusic | [ 20 ]       |

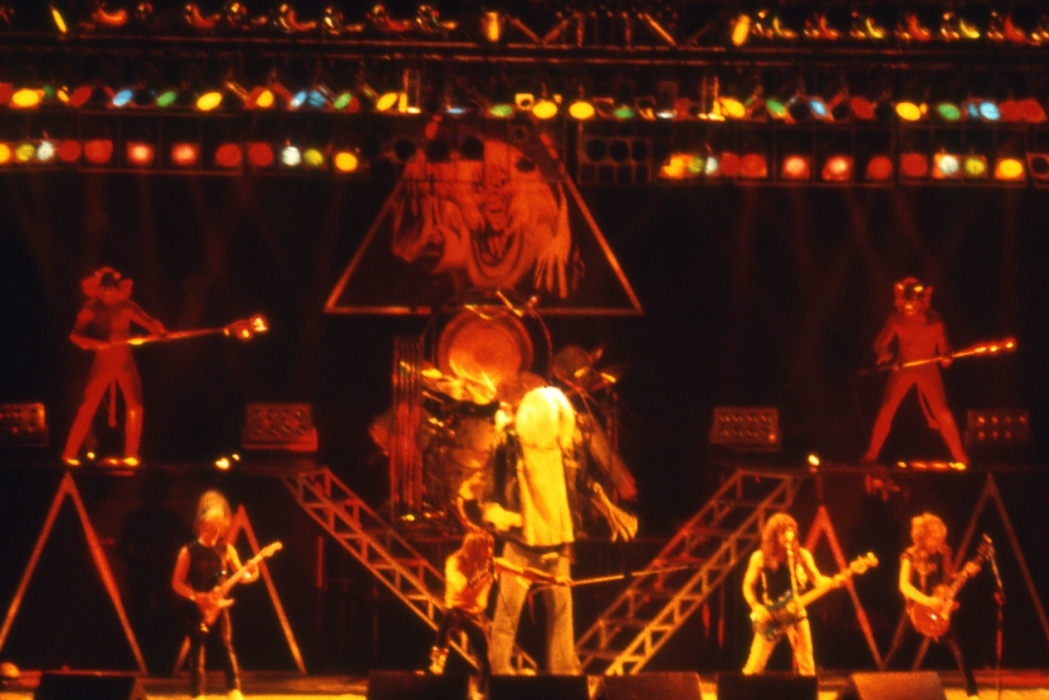
Iron Maiden actuando en el velódromo de Anoeta, San Sebastián, España, en abril de 1982, durante la gira The Beast on the Road.

El álbum fue seriamente criticado por varios grupos conservadores, especialmente en los Estados Unidos, donde la banda fue acusada de ser satánica. Estos grupos organizaron quemas públicas de los trabajos de Iron Maiden, sin embargo, algunos grupos religiosos optaron por destrozarlos a martillazos, por temor a la inhalación de los humos de los vinilos quemados. Harris declaró: «Fue una auténtica locura. Obviamente no habían leído las letras del álbum. Sólo lo hacían porque creían en toda esa basura de que éramos satánicos». Como resultado, la gira The Beast on the Road fue objeto de numerosos boicots y manifestaciones. Los activistas rodearon las zonas de los conciertos y repartieron folletos a los asistentes, e incluso en una ocasión levantaron una cruz de veinticinco metros.
Desde su lanzamiento, el álbum ha recibido constantes elogios de la crítica. Allmusic lo describió como «sencillamente uno de los mejores álbumes de heavy metal que se hayan publicado». Sputnikmusic lo nombró «un clásico en el mundo del metal», mientras que BBC Music alabó los complejos arreglos del disco. Q situó el álbum en el puesto cien en su lista de los «100 mejores álbumes británicos» de todos los tiempos en el año 2000; al año siguiente lo colocó en la primera posición de los «50 álbumes más heavy de todos los tiempos»; y en 2006 fue situado en el puesto cuarenta de los «40 mejores álbumes de los '80». IGN y Metal Rules situaron en la tercera y la segunda posición, respectivamente, en sus listas de los mejores álbum de heavy metal. The Number of the Beast está incluido en el libro 1001 discos que hay que escuchar antes de morir aunque otro disco de la banda, Iron Maiden, también figura en la lista.
En 2001, la BBC realizó un documental sobre The Number of the Beast como parte de la serie Classic Albums, y que fue publicado como DVD ese mismo año. En mayo de 2012, The Number of the Beast fue elegido por HMV como el mejor álbum británico de los últimos sesenta años, por delante de trabajos de Pink Floyd, Led Zeppelin y The Beatles.

## Portada
Como todas las portadas de Iron Maiden entre los años 1980 y 1990, la carátula de The Number of the Beast fue realizada por Derek Riggs. La portada fue creada originalmente para la canción «Purgatory», pero el mánager Rod Smallwood consideró que era un trabajo demasiado bueno como para usarlo en un sencillo, y decidió guardarla para el álbum. La portada original de 1982 incluye un cielo azul de fondo; esto fue un error de los impresores, y fue retocada más tarde, de tal manera que el color del cielo se ilustró con negro para la reedición de 1998.
La portada también fue objeto de controversia, particularmente en América. En ella Eddie controla a Satán como si se tratara de una marioneta, mientras Satán controla a un pequeño Eddie. Smallwood explicó que el concepto de la portada se basa en las preguntas: «¿Quién es el verdadero diablo? ¿Quién controla a quién?». Según Riggs, el concepto está inspirado en el cómic Doctor Strange, «en el que el protagonista podía manipular a quien quisiera como si de una marioneta se tratara»; mientras que las imágenes del infierno las tomó de su «conocimiento de la Europa cristiana de la época medieval».
La portada del álbum ha sido parodiada en varias ocasiones, como por el grupo de crossover thrash Stormtroopers of Death, en su álbum de 1999 Bigger than the Devil, y por la línea de camisetas de Streetwear brand Diamond Supply Co.

## Versiones y aparición en los medios
El 24 de octubre de 2002, la banda de metal progresivo Dream Theater tocó el álbum completo en La Mutualite en París, Francia. La actuación se grabó y publicó a través de la discográfica de la banda, YtseJam Records.
«Run to the Hills» la versionó un supergrupo para el álbum tributo Numbers from the Beast; los músicos que la grabaron fueron el vocalista Robin McAuley, los guitarristas Michael Schenker y Pete Fletcher, el bajista Tony Franklin y el batería Brian Tichy. El álbum A Tribute to the Beast, Vol. 2 contiene versiones de «Children of the Damned», por Sebastian Bach exvocalista de Skid Row, y de «Hallowed Be Thy Name», por Iced Earth, estos últimos incluyeron esta canción y su versión de «The Number of the Beast» en su álbum Tribute to the Gods. «Hallowed Be Thy Name» también ha sido versionada por Machine Head en Maiden Heaven: A Tribute To Iron Maiden, publicado por la revista Kerrang! en 2008, y por Cradle of Filth, mientras que «The Number of the Beast» la versionó Djali Zwan para la banda sonora de la película Spun y el grupo de thrash metal alemán Kreator, en su sencillo «Phantom Antichrist».
Varias de las canciones del disco han sido utilizadas en videojuegos. «Run to the Hills» aparece en SSX On Tour como tema de apertura, y en Rock Band, donde es la única canción listada como 'Imposible' de tocar para todos los instrumentos. Además, «The Number of the Beast», «Run to the Hills» y «Hallowed Be Thy Name» aparecieron como canciones descargables en Rock Band, el 8 de junio de 2009. «The Number of the Beast» se incluyó en los videojuegos Guitar Hero III: Legends of Rock y Tony Hawk's Pro Skater 4.

## Lista de canciones
| LP original |                           |                |          |  |
| N.º         | Título                    | Escritor(es)   | Duración |  |
| 1.          | «Invaders»                | Harris         | 3:23     |  |
| 2.          | «Children of the Damned»  | Harris         | 4:34     |  |
| 3.          | «The Prisoner»            | Smith / Harris | 6:02     |  |
| 4.          | «22 Acacia Avenue»        | Smith / Harris | 6:36     |  |
| 5.          | «The Number of the Beast» | Harris         | 4:50     |  |
| 6.          | «Run to the Hills»        | Harris         | 3:52     |  |
| 7.          | «Gangland»                | Smith / Burr   | 3:47     |  |
| 8.          | «Hallowed Be Thy Name»    | Harris         | 7:10     |  |
| 39:11       |                           |                |          |  |

| Temas extra relanzamiento 1995 |                                  |                           |          |  |
| N.º                            | Título                           | Escritor(es)              | Duración |  |
| 1.                             | « Total Eclipse»                 | Burr, Harris, Dave Murray | 4:26     |  |
| 2.                             | «Remember Tomorrow (en directo)» | Paul Di'Anno, Harris      | 5:29     |  |

| Edición remasterizada de 1998 |                                    |                      |          |  |
| N.º                           | Título                             | Escritor(es)         | Duración |  |
| 1.                            | «Invaders (Canción)»               | Harris               | 3:23     |  |
| 2.                            | «Children of the Damned (canción)» | Harris               | 4:34     |  |
| 3.                            | «The Prisoner (canción)»           | Smith, Harris        | 6:02     |  |
| 4.                            | «22 Acacia Avenue»                 | Smith, Harris        | 6:36     |  |
| 5.                            | « The Number of the Beast»         | Harris               | 4:50     |  |
| 6.                            | «Run to the Hills»                 | Harris               | 3:52     |  |
| 7.                            | «Gangland»                         | Smith, Burr          | 3:47     |  |
| 8.                            | « Total Eclipse»                   | Burr, Harris, Murray | 4:26     |  |
| 9.                            | «Hallowed Be Thy Name»             | Harris               | 7:10     |  |
| 44:41                         |                                    |                      |          |  |

## Posición en las listas

### Álbum
| País            | Lista                   | Mejor posición | Ref.   |
| --------------- | ----------------------- | -------------- | ------ |
| Alemania        | German Albums Chart     | 11             | [ 44 ] |
| Australia       | Australian Albums Chart | 8              | [ 45 ] |
| Austria         | Austrian Albums Chart   | 3              | [ 46 ] |
| Canadá          | Canadian Albums Chart   | 11             | [ 47 ] |
| Croacia         | Croatian Albums Chart   | 32             | [ 48 ] |
| España          | Promusicae              | 26             | [ 49 ] |
| Estados Unidos  | Billboard 200           | 5              | [ 50 ] |
| Francia         | French Albums Chart     | 4              | [ 51 ] |
| Grecia          | Greek Albums Chart      | 33             | [ 52 ] |
| Italia          | Italian Albums Chart    | 7              | [ 53 ] |
| México          | Mexican Albums Chart    | 20             | [ 54 ] |
| Noruega         | VG-lista                | 13             | [ 55 ] |
| Nueva Zelanda   | RIANZ                   | 18             | [ 56 ] |
| Países Bajos    | Dutch Albums Chart      | 6              | [ 57 ] |
| Reino Unido     | UK Albums Chart         | 1              | [ 58 ] |
| República Checa | Czech Albums Chart      | 40             | [ 59 ] |
| Suecia          | Sverigetopplistan       | 7              | [ 60 ] |

### Sencillos
| País                      | Lista                   | Mejor posición     | Ref.               |                    |                    |                    |                    |                    |                    |                    |                    |                    |                    |
| «Run to the Hills»        | «Run to the Hills»      | «Run to the Hills» | «Run to the Hills» | «Run to the Hills» | «Run to the Hills» | «Run to the Hills» | «Run to the Hills» | «Run to the Hills» | «Run to the Hills» | «Run to the Hills» | «Run to the Hills» | «Run to the Hills» | «Run to the Hills» |
| ------------------------- | ----------------------- | ------------------ | ------------------ | ------------------ | ------------------ | ------------------ | ------------------ | ------------------ | ------------------ | ------------------ | ------------------ | ------------------ | ------------------ |
| Alemania                  | German Singles Chart    | 11                 | [ 61 ]             |                    |                    |                    |                    |                    |                    |                    |                    |                    |                    |
| Canadá                    | Canadian Singles Chart  | 45                 | [ 62 ]             |                    |                    |                    |                    |                    |                    |                    |                    |                    |                    |
| Irlanda                   | Irish Singles Chart     | 16                 | [ 63 ]             |                    |                    |                    |                    |                    |                    |                    |                    |                    |                    |
| Reino Unido               | UK Singles Chart        | 7                  | [ 10 ]             |                    |                    |                    |                    |                    |                    |                    |                    |                    |                    |
| «The Number of the Beast» |                         |                    |                    |                    |                    |                    |                    |                    |                    |                    |                    |                    |                    |
| Alemania                  | German Singles Chart    | 76                 | [ 64 ]             |                    |                    |                    |                    |                    |                    |                    |                    |                    |                    |
| Irlanda                   | Irish Singles Chart     | 19                 | [ 63 ]             |                    |                    |                    |                    |                    |                    |                    |                    |                    |                    |
| Reino Unido               | UK Singles Chart        | 18                 | [ 65 ]             |                    |                    |                    |                    |                    |                    |                    |                    |                    |                    |
| Escocia                   | Scottish Singles Top 40 | 36                 | [ 66 ]             |                    |                    |                    |                    |                    |                    |                    |                    |                    |                    |

## Certificaciones
| País             | Organismo certificador | Certificación | Ventas certificadas | Ref.   |
| ---------------- | ---------------------- | ------------- | ------------------- | ------ |
| Alemania         | BVMI                   | Oro           | 250 000             | [ 67 ] |
| Austria          | IFPI — Austria         | Oro           | 25 000              | [ 68 ] |
| Canadá           | CRIA                   | 3× Platino    | 300 000             | [ 69 ] |
| España           | AFYVE                  | Oro           | 50 000              | [ 70 ] |
| Estados Unidos   | RIAA                   | Platino       | 1 000               | [ 71 ] |
| Francia          | SNEP                   | Oro           | 100 000             | [ 72 ] |
| Reino Unido      | BPI                    | Platino       | 300 000             | [ 73 ] |
| Suiza            | IFPI — Suiza           | Oro           | 25 000              | [ 74 ] |
| Ventas mundiales | —                      | —             | 14 000              | [ 75 ] |

## Créditos
| - Bruce Dickinson – voz - Dave Murray – guitarra - Adrian Smith – guitarra, coros - Steve Harris – bajo, coros - Clive Burr – batería, percusión - Martin Birch – productor, ingeniero - Rod Smallwood – mánager - Derek Riggs – ilustración - Ross Halfin – fotografía - Denis O'Regan – fotografía |